# 苏廙
蘇廙（？—？），茶人，著茶艺专著《仙芽传》。具体生平不可考，据后人推断应是五代至宋初之人。

## 《十六汤品》
《仙芽传》是晚唐盛行于闽粤的点茶法的代表作。现已佚，仅其中第九卷中的一段《十六汤品》被宋人陶穀摘抄在《清异录·茗荈部》中保留了下来。《十六汤品》中的汤指的是现代汉语中的热水。《十六汤品》以“汤者，茶之司命。”开篇阐述了煎茶所用热水对茶的重要性。该文将煎茶时火候的老嫩、注水时的急缓、煎茶的器皿和煎茶所用的柴薪分为四大类十六小类，如“得一汤”、“中汤”、“金银汤”和“一面汤”等。后世由于炒青技术的普及，煎茶杀青的技术渐渐不被使用。
后世对《十六汤品》的评价褒贬不一。《四库总目》评：“大抵饾饤成书，不足以资观览。”万国鼎所著《茶书总目提要》中评价此文为游戏文章。明代人屠本畯所著《茗笈》和陈继儒的《茶话》中则给予了正片的评价。